# Bayonetta 3
Bayonetta 3 es un videojuego de acción y aventuras desarrollado por PlatinumGames y publicado por Nintendo para Nintendo Switch. Está dirigido por Yusuke Miyata y producido por Yuji Nakao, junto al creador de la franquicia, Hideki Kamiya como director ejecutivo. Se anunció en diciembre de 2017 y se lanzó el 28 de octubre de 2022. El juego sigue a la bruja cazadora de ángeles titular Bayonetta, que debe enfrentarse a armas biológicas hechas por el hombre llamadas homúnculos, y una entidad conocida como la Singularidad que amenaza con destruir el multiverso. Ella es asistida por un conjunto de personajes, incluido un aquelarre de versiones de universo alternativo de ella misma; y una nueva bruja en entrenamiento llamada Viola.
Tras su anuncio inicial oficial en el evento The Game Awards 2017, las noticias sobre el juego quedaron inactivas mientras PlatinumGames trabajaba para lanzar juegos como Astral Chain, que se desarrolló al mismo tiempo. El juego tuvo su primera revelación completa con jugabilidad en septiembre de 2021 durante una presentación de Nintendo Direct. La actriz de voz original de Bayonetta, Hellena Taylor, fue reemplazada por Jennifer Hale después de una disputa salarial que atrajo la atención de los medios. El juego recibió críticas positivas, con sistemas de combate, innovaciones en el juego y mejoras generales, aunque la historia y la cámara recibieron críticas menores.

## Trama
Con la ayuda de viejos y nuevos aliados, incluidos sus yo alternativos y una bruja en entrenamiento llamada Viola, Bayonetta debe enfrentar y derrotar a las misteriosas amenazas creadas por el hombre conocidas como "Homonculi" mientras viaja a la isla de Thule, para prevenir. la destrucción de varios mundos por una entidad maligna conocida como la Singularidad.

## Jugabilidad
Bayonetta 3, al igual que sus predecesores, es un juego de acción de hack and slash en el que los jugadores controlan a la protagonista homónima Bayonetta mientras lucha contra varios enemigos usando una combinación de ataques cuerpo a cuerpo y disparos. Esquivar los ataques enemigos en el último segundo desencadena un estado conocido como "Tiempo de bruja", durante el cual el tiempo y los enemigos se ralentizan, lo que permite a Bayonetta atacarlos continuamente sin interrupción o atravesar en tiempo real para resolver acertijos ambientales. Las mecánicas "Demon Slave" y "Demon Masquerade" son exclusivas de este juego, la primera de las cuales difiere de las características anteriores de Climax Summon y Umbran Climax en los dos primeros títulos, y en su lugar permite a los jugadores tomar el control directo de uno de los infernales de Bayonetta. Demonios para realizar varios ataques y habilidades especiales, algunas de las cuales son ventajosas para escenarios particulares dependiendo del demonio que se controla. Mientras tanto, este último le permite a Bayonetta fusionarse directamente con un Demonio Infernal invocado, otorgándole acceso a habilidades basadas en la magia.
Además de la presentación estándar del juego, se presenta un nuevo modo de visualización conocido como "Modo Ángel ingenuo". Este modo oculta exhibiciones de desnudez durante el juego y las cinemáticas, como los diversos bailes de Bayonetta para invocar sus Wicked Weaves usando su ropa como conducto, así como los diseños más gráficos de ciertos enemigos y demonios.

## Desarrollo

### Producción
Antes del anuncio oficial del juego en 2017, en julio de 2013, un fan le preguntó a Hideki Kamiya en Twitter que en caso de que Bayonetta 2 sea un éxito, si habría un tercer juego. Kamiya respondió diciendo: "Eso espero". A Yusuke Hashimoto, director de Bayonetta 2, se le preguntó durante una breve entrevista por la revista GamesMaster en qué secuelas del juego le gustaría trabajar, diciendo que sería Bayonetta 3, mencionando que ya tenía "todo tipo de ideas" en mente para "aún más" secuelas y un título derivado. Cuando otro fan le preguntó en qué otros peinados se vería bien, Kamiya respondió con: "La respuesta estará en Bayonetta 3".
Bayonetta 3 fue anunciado oficialmente por Nintendo durante la presentación de The Game Awards 2017 del 7 de diciembre de 2017 con un avance, junto con los ports de Nintendo Switch de los dos primeros juegos de Bayonetta.
En abril de 2018, el director del estudio de PlatinumGames, Atsushi Inaba, mencionó a Eurogamer en el Reboot Develop 2018 que el juego representaría un "punto de inflexión" para la compañía, y señaló que el juego sería un "juego de acción de progresión lineal" como sus predecesores.
Durante el Nintendo Direct que se emitió el 13 de febrero de 2019, se reveló un nuevo juego desarrollado por PlatinumGames exclusivo para Nintendo Switch, Astral Chain. Después del avance revelador, Yoshiaki Koizumi, productor general de hardware de Nintendo Switch, dio una pequeña actualización sobre el desarrollo de Bayonetta 3, diciendo que los desarrolladores estaban "trabajando duro" en el título.
Inaba fue entrevistado por Video Games Chronicles en mayo de 2019 y comentó que con el juego, PlatinumGames está tratando de pasar de un "proceso de desarrollo ortodoxo", insinuando que los cambios en el proceso serían notados por los jugadores durante el juego, diciendo: "Quizás los jugadores reconocerán esto también. ¡Y esas son todas las pistas que obtienes!". Inaba le dijo a la publicación en junio de 2019 durante el E3 2019, que el desarrollo del juego "iba bastante bien".

### Promoción
El primer tráiler oficial de Bayonetta 3 se reveló durante la transmisión del Nintendo Direct del 23 de septiembre de 2021, donde se confirmó que el juego se lanzaría en algún momento de 2022.